# Крива река (приток на Провадийска река)
Вижте пояснителната страница за други значения на Крива река.
Крива река (до 29 юни 1942 г. Ири дере) е река в Североизточна България, област Шумен – общини Венец, Хитрино, Каолиново, Никола Козлево и Нови пазар, ляв приток на Провадийска река. Дължината ѝ е 48 km.
Крива река води началото си под името Габришка река от западния край на село Дренци, община Венец в Самуиловските височини, на 456 m н.в. До село Църквица тече на изток в дълбока, на места проломна долина между Войводското плато (Сърта) на юг и Лудогорското плато на север. След село Църквица завива на юг и долината ѝ значително се разширява, като в този си участък разделя Войводското плато (Сърта) на запад от платото Стана на изток. Влива се отляво в Провадийска река на 82 m н.в. при село Енево.
Площта на водосборния басейн на Крива река река е 218 km2, което представлява 10,2% от водосборния басейн на Провадийска река. На север и изток водосборният басейн на реката граничи с водосборните басейни на реките Канагьол и Суха река притоци на Дунав, а на юг – с водосборния басейн на самата Провадийска река. основен приток – река Серсемдере (десен приток)
Крива река е с дъждовно-снежно подхранване, с максимален отток през февруари-март, а минимален – август-септември. Средният годишен отток при град Нови пазар е 0,22 m3/s
По течението на реката са разположени 1 град и 7 села:
- Община Венец – Дренци, Габрица;
- Община Каолиново – Лиси връх;
- Община Никола Козлево – Крива река, Църквица;
- Община Нови пазар – Жилино, Нови пазар, Енево.

Водите на реката основно се използват за напояване – язовири „Габрица“, „Стоян Михайловски“ и др.
На протежение от 20,6 km, в участъка от село Църквица до Нови пазар по долината на реката преминава част от републикански път III-701, част от Държавната пътна мрежа Дулово – Никола Козлево – Нови пазар.
Западно от най-долното течение на реката се намира Националният историко-археологически резерват „Плиска“ – първата столица на България.

## Топографска карта
- Лист от карта K-35-18. Мащаб: 1 : 100 000.
- Лист от карта K-35-19. Мащаб: 1 : 100 000.
- Лист от карта K-35-31. Мащаб: 1 : 100 000.